# Steinfurt
Steinfurt är en stad i Kreis Steinfurt i det tyska förbundslandet Nordrhein-Westfalen. Steinfurt, som består av två Ortsteile, Burgsteinfurt och Borghorst, har cirka 35 000 invånare.